# Emden
För andra betydelser, se Emden (olika betydelser).

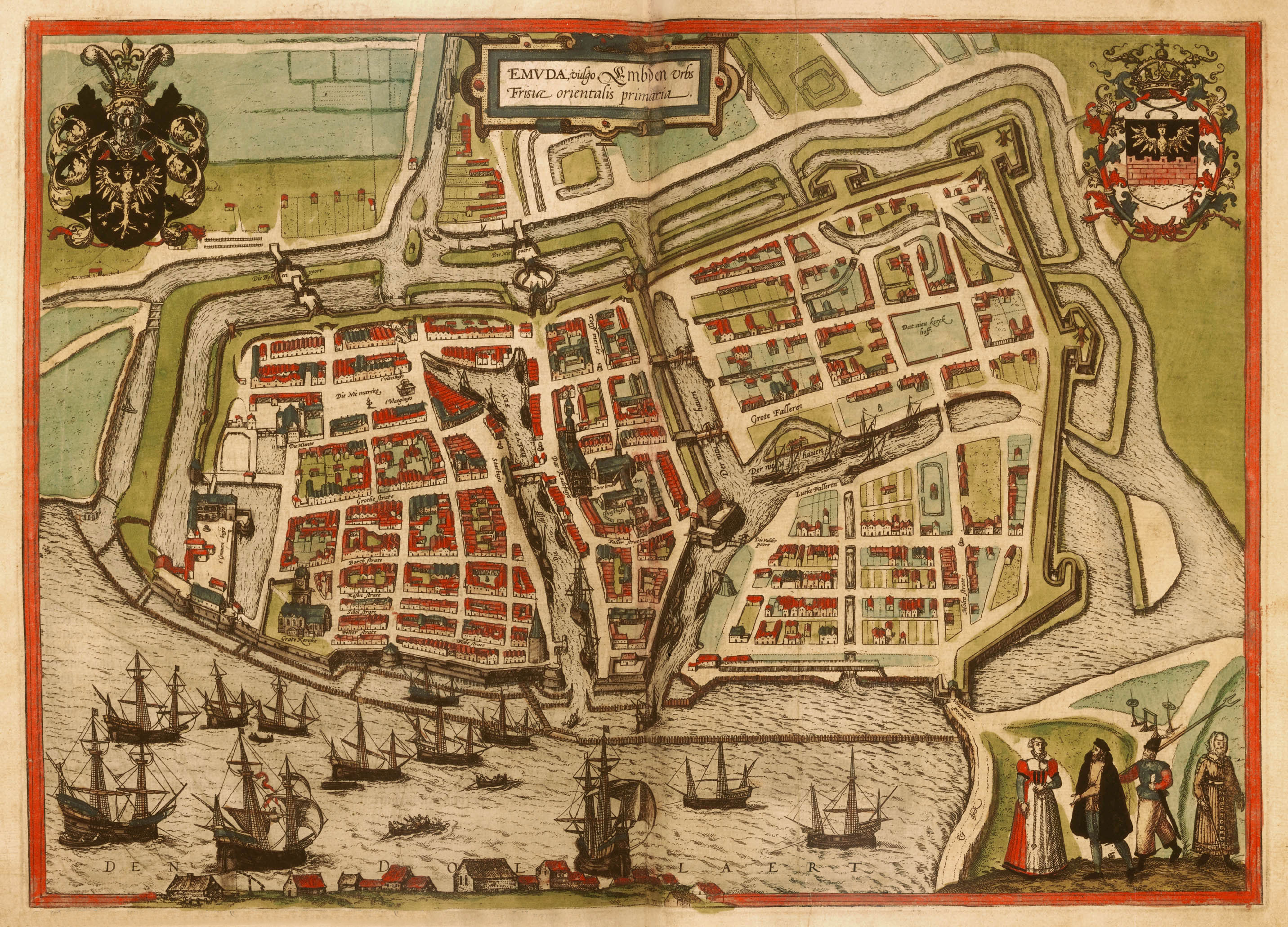
Emden år 1575

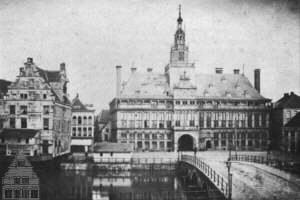
Emdens rådhus år 1880

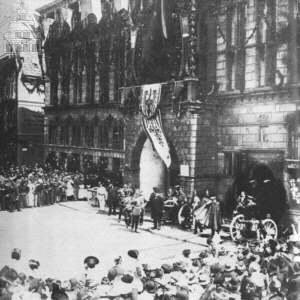
Kejsar Wilhelm II inviger Emdens nya hamn 1902

Emden är en distriktsfri stad i den tyska delstaten Niedersachsen belägen i Tysklands nordvästligaste hörn i det historiska landskapet Ostfriesland. Staden, som har cirka 51 000 invånare, ligger vid floden Ems utlopp i Dollart och har därigenom en hamn direkt mot Nordsjön. Emden grundades runt år 800 som en handelsort och har sedan dess präglats av sin hamn och sitt läge vid Nordsjön. För stadens största arbetsgivare Volkswagen är hamnen av utomordentlig betydelse och var en av de viktiga orsakerna till lokaliseringen av en fabrik till Emden. Emden är en av de mest betydande städerna i regionen.

## Geografi
Stora delar av Emden ligger inom marskland. Stora delar av Emdens västra stadsdelar blev torrlagda och skyddade av vallar först på 1800- och 1900-talen. Jordbruksmarken runt Emden är mycket bördig. 
I dag skyddas Emden mot stormfloder och översvämningar från Nordsjön av en rad olika skyddsvallar. I Emden finns dessutom ett flertal kanaler för att avvattna staden som ligger strax över havsnivån. Inom stadens gränser finns cirka 770 hektar vattenyta och kanalernas sammanlagda längd uppgår till cirka 150 kilometer. Från Emden utgår bland annat Ems-Jade-kanalen. Runt den gamla innerstaden går vallgraven (Emder Stadtgraben) som tillsammans med den gamla vallen (Emder Wall) utgör stadens historiska försvarsanläggning. 
Emden präglas av närheten till Nordsjön. Staden har upplevt ett flertal stormfloder. Vid allhelgonahelgen 2006 uppmättes det hittills högsta vattenståndet, 3,59 meter över det normala högvattenståndet. Den så kallade allhelgonastormfloden 2006 ledde till att Emdens ytterhamn översvämmades och stora skador uppstod. 

## Historia

### Medeltiden
Runt år 800 anlades en frisisk handelsort vid floden Ems mynning i havet. På 1300- och 1400-talen låg staden i ständiga konflikter med Hansan, bland annat eftersom sjörövare som Klaus Störtebeker stöddes från Emden och andra städer i Ostfriesland. Detta ledde till att Emden vid ett flertal tillfällen besattes av framför allt Hamburg. År 1447 lämnade Hamburg slutligen Emden. 
År 1495 fick Emden sitt stadsvapen från kejsar Maximilian I. Samtidigt fick staden vissa handelsprivilegier. En stor stormflod år 1509 ledde till att floden Ems fick en annan sträckning, vilket innebar ett hårt bakslag för stadens hamn och därmed för handeln. Den ekonomiska utvecklingen kom dock åter igång och under andra halvan av 1500-talet fick Emdens köpmän och redare en stor betydelse. Holländarnas uppror mot spanjorerna innebar vidare att många holländska köpmän, redare och hantverkare bosatte sig i Emden. Holländarna tog med sig nya handelsförbindelser, vilket gjorde att Emden kom att bli en av de viktigaste hamnstäderna i norra Europa. Under denna period utvecklades Emden även till att bli en av kalvinismens viktigaste städer, inte minst genom teologen Johannes a Lasco (Jan Łaski). 
Stadens rikedom gjorde det möjligt att bland annat bygga en vall runt staden, vilket bidrog till att Emden blev den enda staden i Ostfriesland som inte intogs av främmande trupper under trettioåriga kriget. Ett stort antal byggnadsverk upprättades under denna tid, bland annat rådhuset (1574-76), hamntornet (1635) och nya kyrkan (1643).

### Grevarna av Ostfriesland
Emden var sedan 1439 residensstad för Ostfrieslands grevar av huset Cirksena. En av grevarna, Edzard II, gifte sig år 1559 med Gustav Vasas dotter Katarina, bland annat i syfte att främja handeln mellan Sverige och Emden. I slutet på 1500-talet hade Emdens borgerskap stor makt, vilket bland annat visade sig i revolutionen 1595 som ledde till att greven Edzard II fördrevs till grannstaden Aurich. Aurich blev därmed ny residensstad för de ostfriesiska grevarna. Emdens starke man, Johannes Althusius, bidrog till att stadens ställning stärktes och i praktiken blev en fri riksstad inom Tyska riket. 

### Nedgång
Stadens blomstringsperiod upphörde i och med trettioåriga krigets slut 1648. Holländarna återvände till Nederländerna och handeln gick tillbaka. Kurfurstendömet Brandenburg började under en period använda Emden som bas för handeln med Östasien. År 1744 annekterades Emden och övriga Ostfriesland av Preussen, vilket ledde till ett visst ekonomiskt uppsving. Under Napoleonkrigen hörde Emden och övriga Ostfriesland till Kungariket Holland och därefter Frankrike. Wienkongressen innebar att Emden och Ostfriesland kom till kungariket Hannover.

### Industrialisering
Under andra halvan av 1800-talet enades Tyska riket och år 1885 blev Emden distriktsfri. Den industriella utvecklingen i Ruhrområdet innebar att Emdens betydelse som hamnstad ökade avsevärt, inte minst genom bygget av Dortmund-Ems-kanalen. En rad industriföretag lokaliserades till Emden och flera slussar byggdes. År 1913 byggdes vad som då var världens största sluss (Grosse Seeschleuse), vilket gjorde att Emden kunde nås av mycket stora fartyg. Förutom sjöfarten var även sillfisket viktigt vid denna tid. 

### Nazityskland och återuppbyggnad
1920- och 1930-talen präglades liksom i övriga Tyskland av ekonomiska kriser och nazisternas maktövertagande 1933. Under tiden efter 1933 deporterades stadens judar och oppositionen slogs ut. Kristallnatten 1938 förstördes Emdens synagoga och judiska män deporterades via Oldenburg till Sachsenhausen. Under andra världskriget bombades stadens industrier och hamn. Den 6 september 1944 förstördes cirka 80 procent av Emdens innerstad och därmed nästan alla historiska byggnader. I maj 1945 intogs staden av allierade soldater. 
Emdens återuppbyggnad höll på fram till slutet på 1960-talet. År 1964 började bygget av Volkswagenverket och 1977 började gas från norska Nordsjön att tas i land vid Knock utanför Emden.

## Kultur
I Emden finns bland annat en konsthall som grundades på initiativ av Henri Nannen. Det ostfriesiska landsmuseet är beläget i det nyuppbyggda rådhuset. Johannes á Lasco-biblioteket har inrättats i ruinerna efter Emdens stora kyrka. En annan institution i Emden är Otto-Huus som är museum över den ostfriesiske komikern Otto Waalkes. Dessutom finns bland annat ett bunkermuseum och ett museiskepp i den gamla hamnen.

## Näringsliv
Hamnen i Emden är en av Tysklands största hamnar och en av Europas största hamnar för bilar. Emdens hamn har även stor betydelse för bland annat Ruhrområdet. Stadens största arbetsgivare är Volkswagen med ca 8.100 anställda i Emden. I staden finns vidare bland annat varv och livsmedelsindustri. Liksom i övriga Ostfriesland finns ett stort antal vindkraftverk. I västra Emden finns en station som tar emot norsk gas från norska gasfält i Nordsjön, bland annat Ekofisk. Sedan 1995 har Statoil kompletterande gasledningar, Europipe, som för gas från Ekofiskfältet till Dornum, varifrån det går en 49 kilometer lång underjordisk gasledning till Emden (Knock). 
För Emden är även turismen av stor betydelse. Turister lockas framför allt av stadens läge vid havet och närheten till Borkum och de andra ostfriesiska öarna, liksom ett stort antal cykelvägar och kanaler. 
Emden ligger i början av motorvägen A31 vilken leder till Ruhrområdet. Dessutom har Emden järnvägsförbindelse med bland annat Köln och Bremen/Hannover. Från Emden går färjor till ön Borkum. Ems-Jade-kanalen leder till Aurich och Wilhelmshaven.
I Emden finns en lokalisering av Fackhögskolan Oldenburg-Ostfriesland-Wilhelmshafen med fakulteter för teknik och socialvetenskap samt ekonomi med ett särskilt institut för sjöfart.
Stadens fotbollslag Kickers Emden spelar i Regionalliga (division 3).

## Kända personer med anknytning till Emden
- Otto Waalkes, tysk komiker och skådespelare.
- Henri Nannen, tysk förläggare och publicist, bland annat utgivare av och chefredaktör för den tyska tidskriften Stern.
- Wolfgang Petersen, tysk filmregissör, bland annat filmen Ubåten (Das Boot).

## Galleri

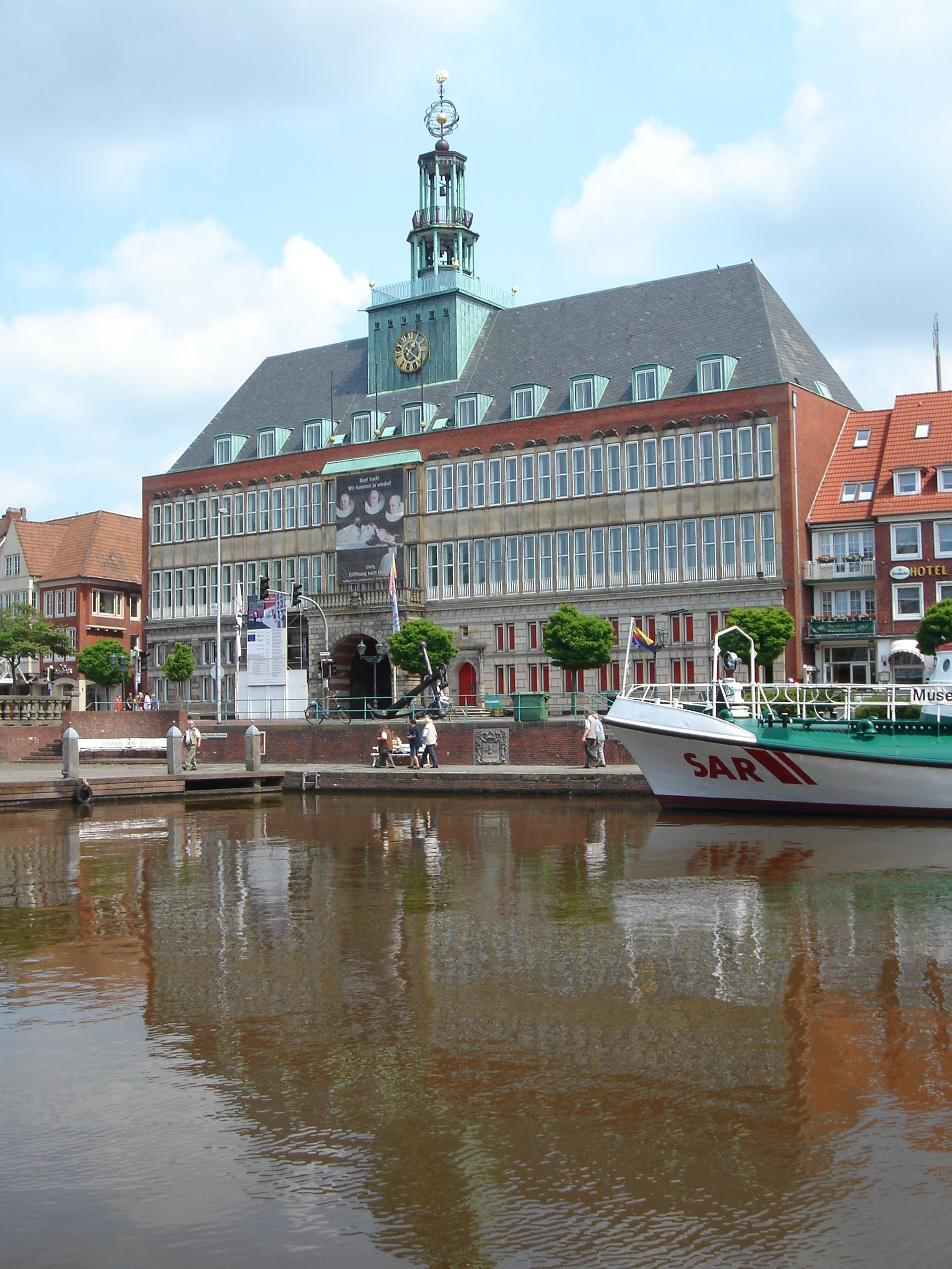
Emdens rådhus
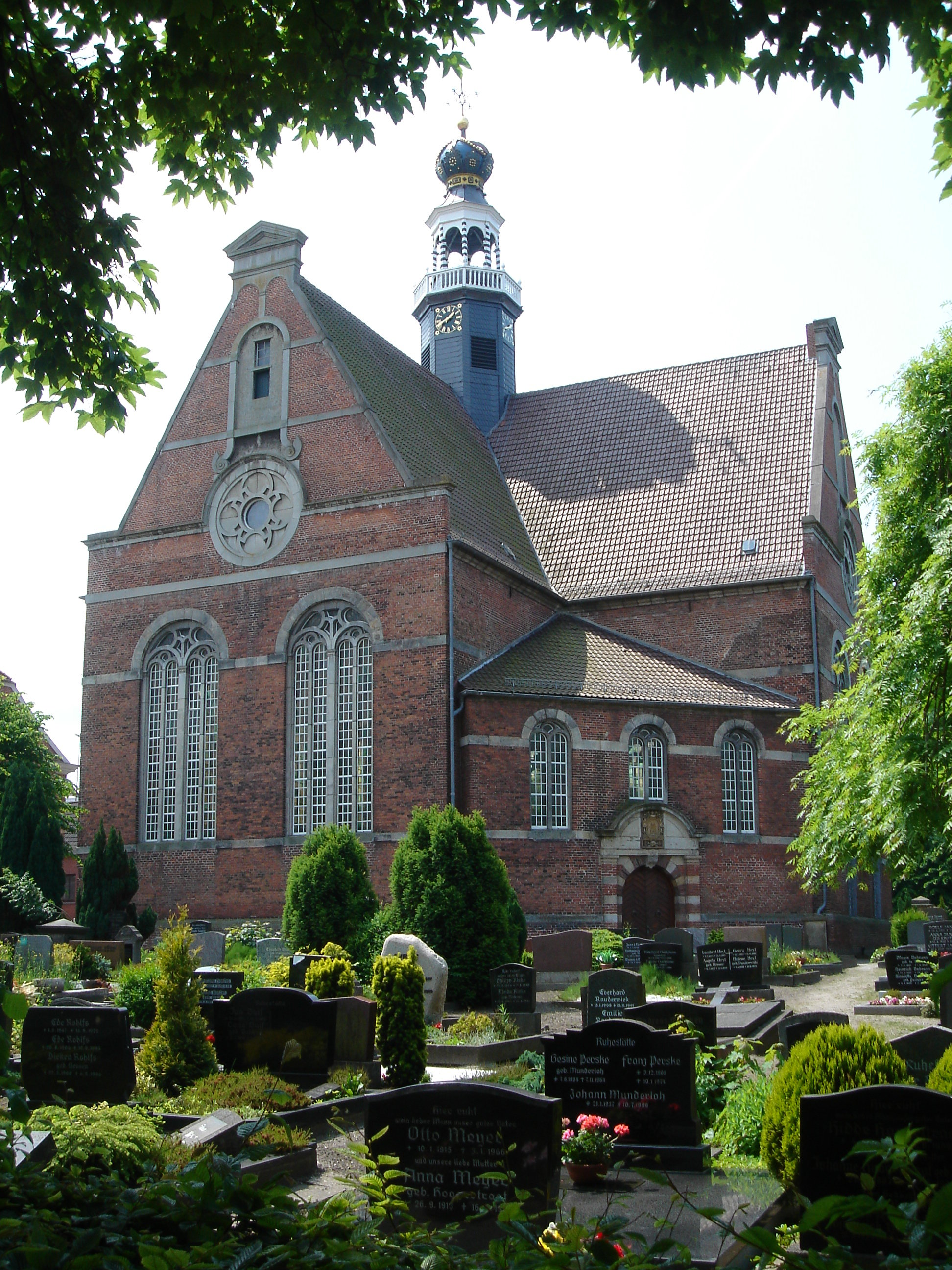
Nya kyrkan från 1648
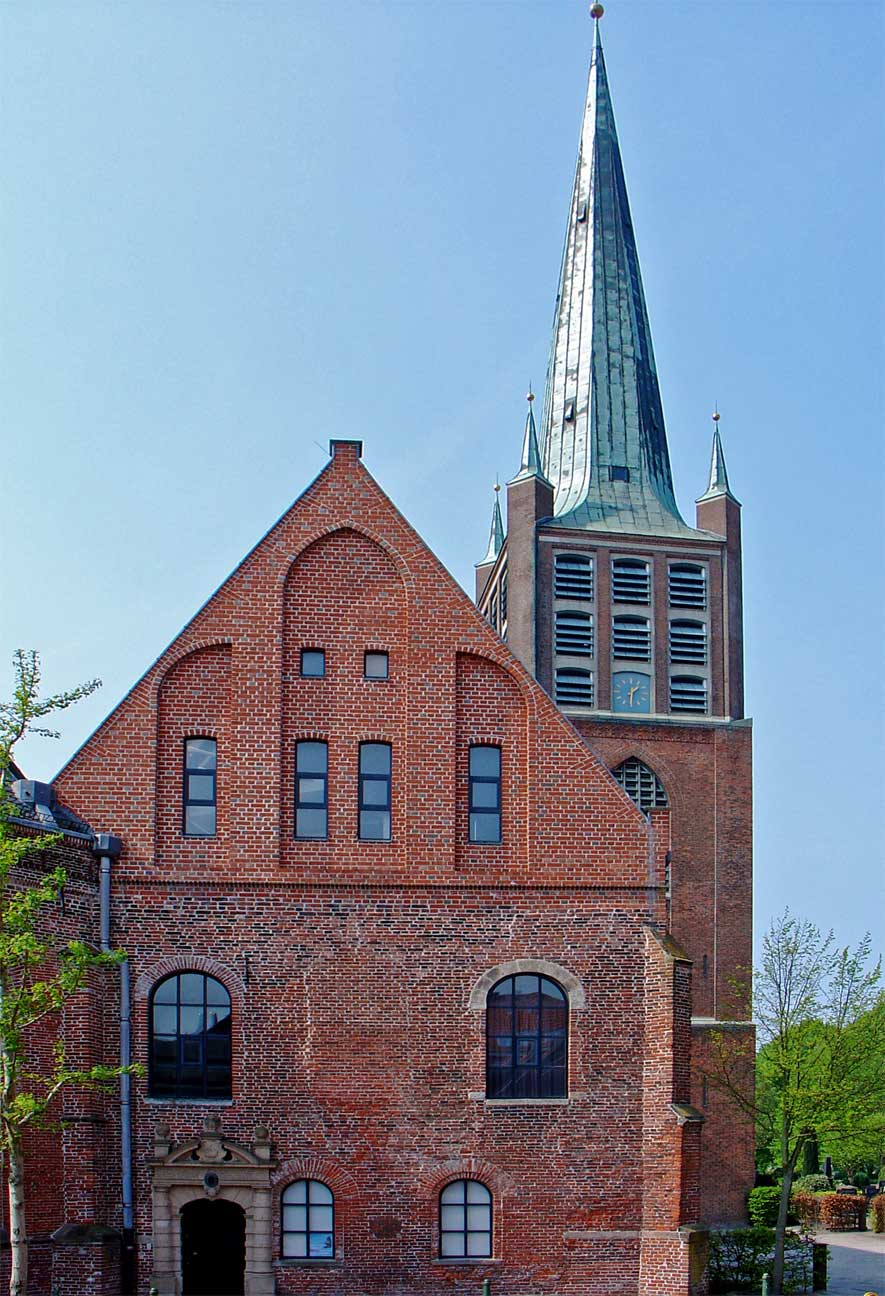
Stora kyrkan
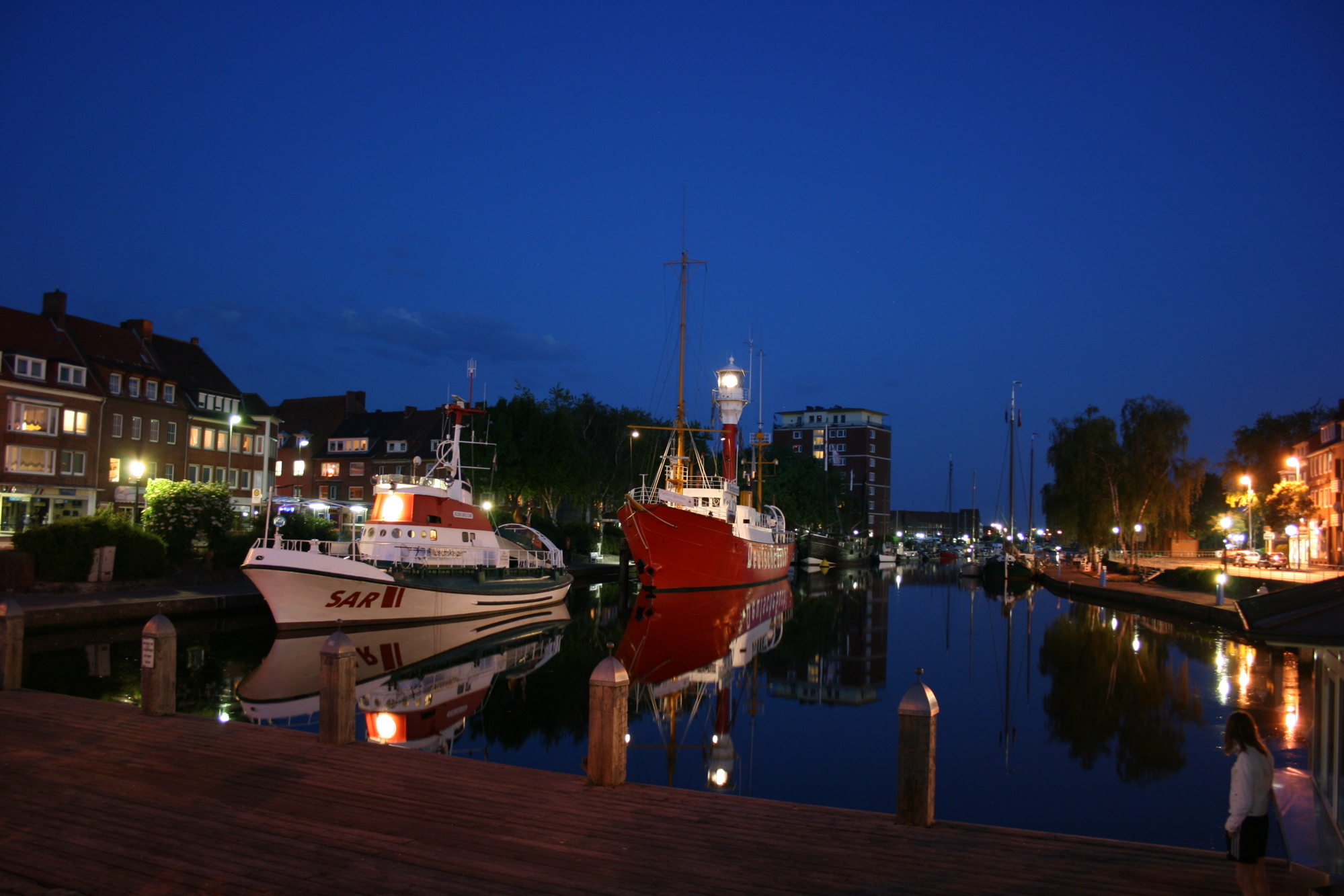
Museiskepp i gamla hamnen
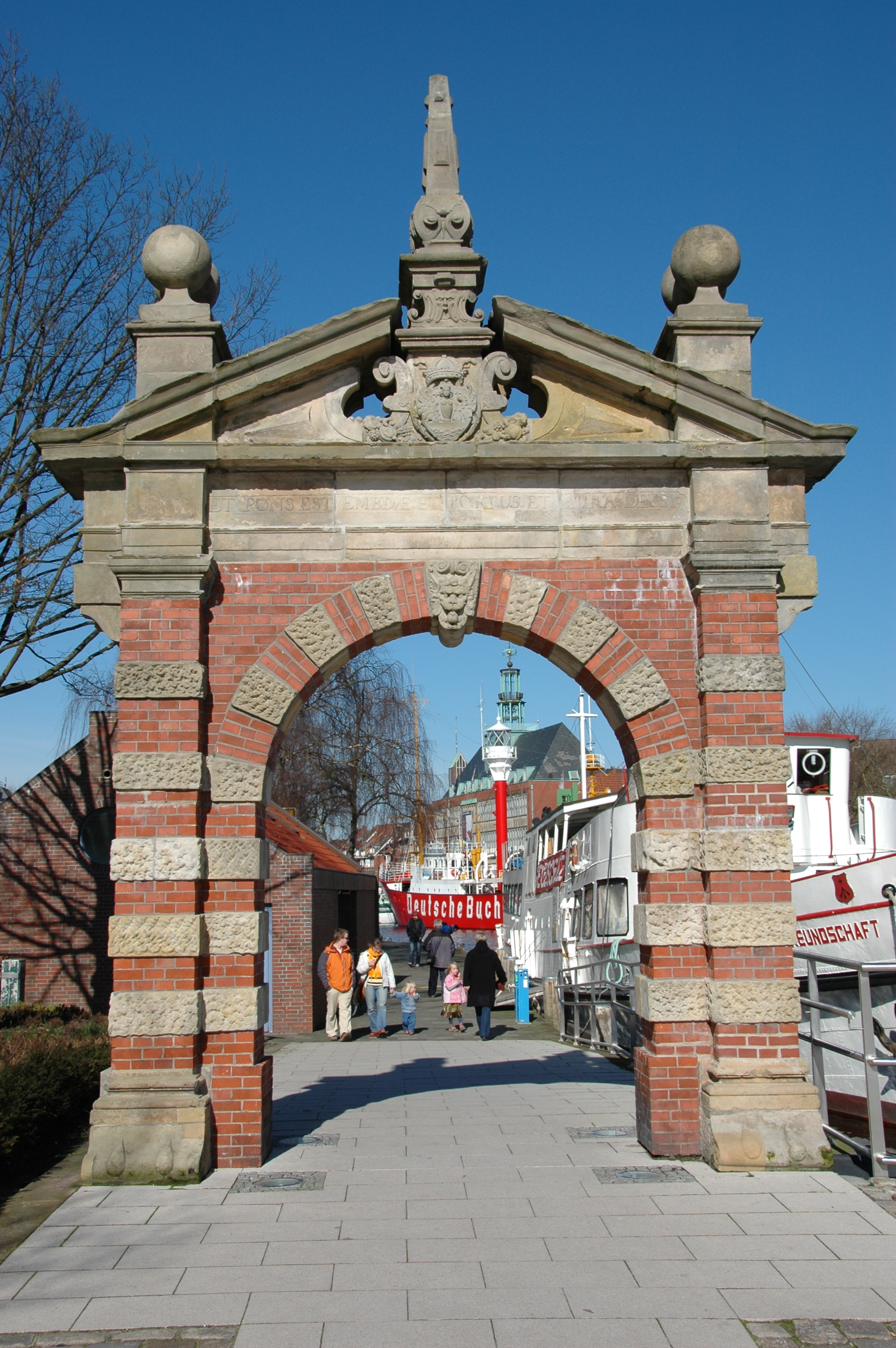
Hamnporten
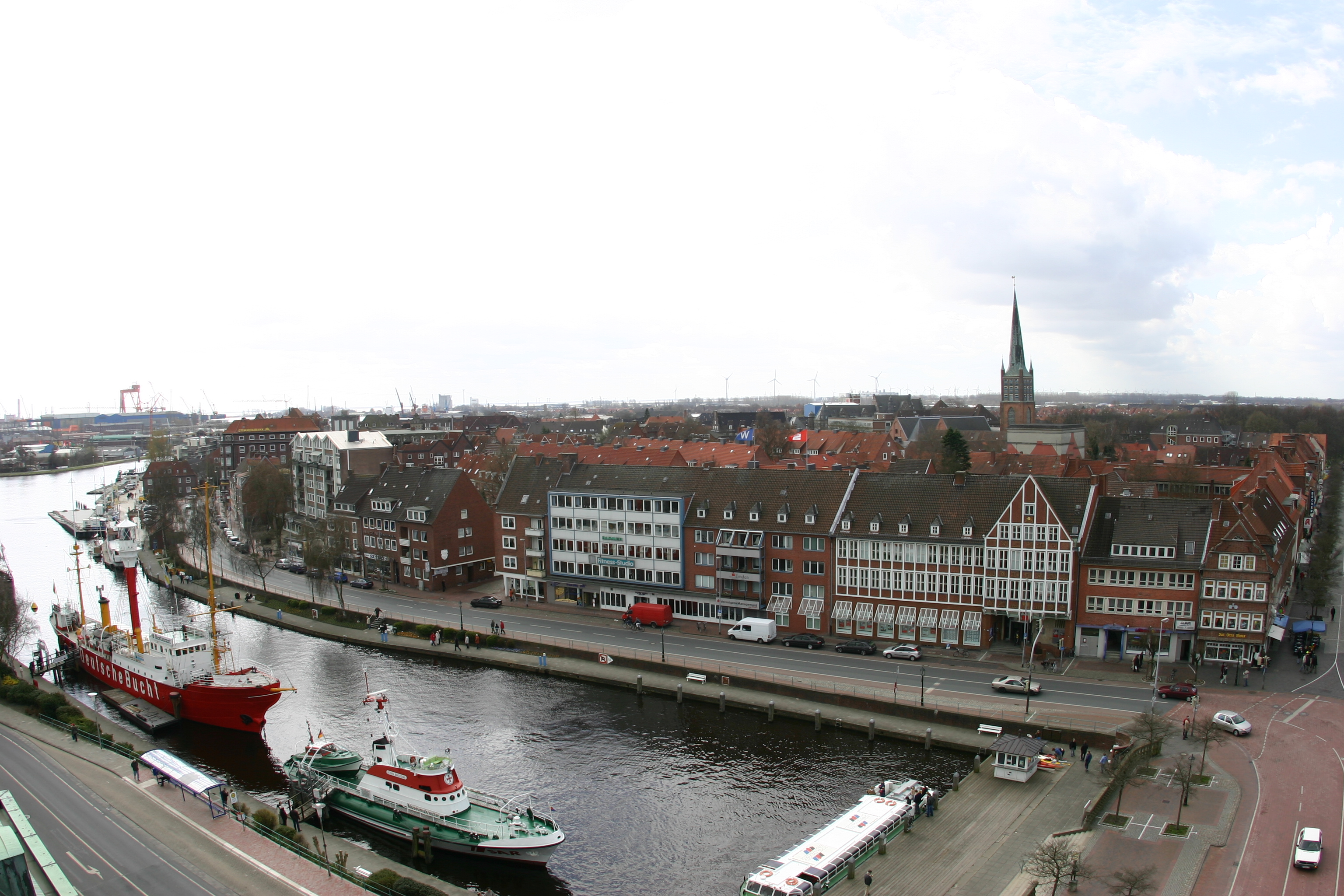
Utsikt från rådhustornet